# Representations
Representations (с англ. — «Представления») — американский междисциплинарный гуманитарный журнал, издаваемый Калифорнийским университетом в Беркли. Журнал был основан в 1983 году Стивеном Гринблаттом, отцом движения «Новый историзм». Он охватывает разнообразные темы, в том числе литературные, исторические и культурные исследования. С момента основания редакторами журнала являются Стивен Гринблатт и Светлана Алперс. Журнал часто освещает тематические специальные вопросы, как например, вопрос о политической и интеллектуальной защите в 2005 году, вопрос о межкультурном мимесисе в 2006,, вопрос о наследии американского востоковедения в 2007.

## Темы, затронутые в журнале
- Тело, пол и сексуальность
- Культура и закон
- Империя, Империализм и Новый Свет
- История и память
- Музыка
- Нарратив и поэтика
- Национальная идентичность
- Философия и религия
- Политика и эстетика
- Расовая и этническая принадлежность
- Исследование науки
- Общество, классы и власть
- Визуальная культура

Как отмечает Наталья Потапова: "Интеллектуальные моды всегда появлялись на станицах Representations на несколько лет раньше, чем в других журналах... В этом проявляется идеология проекта: журнал интересуют «теоретически модулированные» (theoretically inflected), «основанные на эмпирическом исследовании» и междисциплинарном изучении феномена работы. Эта триада - теория, междисциплинарность и эмпирическое исследование - определяет требования к жанру, неслучайно большая часть работ представляет собой анализ «случая» и по формулировке темы сочетает стилистику анекдота и трактата начала Нового времени".

## Антологии
Помимо самого журнала University of California Press издаёт серии книг Representations, в которых собраны многие эссе первоначально опубликованные в журнале, в том числе:
- The Making of the Modern Body: Sexuality and Society in the Nineteenth Century, под редакцией Catherine Gallagher и Thomas Laqueur
- Representing the English Renaissance, под редакцией Stephen Greenblatt
- Misogyny, Misandry, Misanthropy, под редакцией R. Howard Bloch и Frances Ferguson
- Law and the Order of Culture, под редакцией Robert Post
- The New American Studies: Essays from Representations, под редакцией Philip Fisher
- New World Encounters, под редакцией Stephen Greenblatt
- Future Libraries, под редакцией R. Howard Bloch и Carla Hesse
- The Fate of "Culture": Geertz and Beyond, под редакцией Sherry B. Ortner